# Plagiognathus subovatus
Plagiognathus subovatus är en insektsart som beskrevs av Knight 1929. Plagiognathus subovatus ingår i släktet Plagiognathus och familjen ängsskinnbaggar. Inga underarter finns listade i Catalogue of Life.